# Guido Gozzano
Guido Gustavo Gozzano (Torino, 19. prosinca 1883. – 9. kolovoza 1916.), talijanski pjesnik.

## Život
Guido Gozzano proveo je djetinjstvo dijelom u Torinu, a dijelom u gradiću Agliè (provincija Torino), gdje je njegova obitelj imala posjede.
Bio je krhka zdravlja. U školi se nije istaknuo. Godine 1903. upisao se na pravni fakultet, no nikada nije diplomirao. Radije je, zajedno s grupom prijatelja, torinskih sutonjaka, pratio književna predavanja cijenjenog pjesnika Artura Grafa.
Zahvaljujući Grafu, koji je prizivao Leopardijev pesimizam ublažen produhovljenim socijalizmom, i kojega su stoga mladi torinski intelektualci štovali, videći u njegovim idejama «protuotrov» tada sveprisutnoj danuncijevskoj poetici, Gozzano se definitivno oslobodio danuncijevštine koja je bila prožimala njegove prve stihove.
U tom je razdoblju pomnjivim proučavanjem Dantea i Petrarke rafinirao svoj pjesnički senzibilitet.
- Pogoršanje zdravstvenog stanja

Svibnja 1907. njegovo se krhko zdravstveno stanje pogoršalo zbog jakog pleuritisa. Otad je pjesnik bio prisiljen svoj povučeni život provoditi dijelom na ligurskoj rivijeri, a dijelom u planinama.
- Odnos s Amalijom

Iste godine Gozzano je započeo svoj isprva samo epistolarni odnos s pjesnikinjom Amalijom Guglielminetti. Ljubavna pisma, što su ih razmjenjivali od 1907. do 1909. (i koja su postumno objavljena tek 1951.), svjedoče o Gozzanovoj ljubavi prema Amaliji, ljubavi od koje je često pokušavao umaći, preferirajući oprezno «književno drugovanje», no iznad svega predstavljaju jedan od najsnažnijih dokumenata Gozzanove biografije.
- Pjesnička zbirka "I colloqui" («Razgovori»)

Napustivši studij prava, Gozzano se 1909. sasvim posvećuje pjesništvu. Godine 1911. objavljuje svoju najznačajniju zbirku, «I colloqui», čiji su sastavci precizno i planski raspodijeljeni u tri dijela: Il giovenile errore («Mladenačka bludnja»), Alle soglie («Na pragu»), Il reduce («Povratnik»).
Uspjeh ove zbirke priskrbio je Gozzanu angažmane u važnim časopisima i novinama (npr. u torinskom dnevniku La Stampa), na čijim je stranicama te godine objavljivao kako poeziju tako i prozu.
- Napredovanje bolesti i put u Indiju

Godine 1912., bolest je uznapredovala te je pjesnik, u potrazi za pogodnijom klimom, odlučio krenuti na dug put u Indiju. Ta mu promjena, koja je trajala nešto više od godine dana, nije donijela blagodati kojima se nadao, no pomogla mu je ipak da napiše putopisnu prozu koja će, sabrana pod naslovom Verso la cuna del mondo («Prema kolijevci svijeta»), biti objavljena postumno, 1917.
- Djelovanje neposredno prije smrti

Godine 1914. objavio je u dnevniku "La Stampa" neke fragmente nedovršene poeme Farfalle, («Leptiri») poznate i pod naslovom Epistole entomologiche («Entomološke poslanice»).
Iste je godine u knjigu I tre talismani («Tri talismana») sabrao šest svojih bajki.
Zanimao se za kazalište i za film, radio je na adaptaciji nekih svojih pripovijedaka. 
Godine 1916., pred samu smrt, radio je na scenariju za nikad snimljen film o sv. Franji Asiškom.

## Poetika
Nesklon svakoj pozi, Gozzano je svoje stihove, obilježene sjetom i predosjećajem smrti, pisao s ironičnim odmakom. U osnovi je njegovih stihova romantička čežnja za srećom i ljubavlju koja je u srazu sa svakodnevnom prisutnošću bolesti, ljubavnog razočaranja i melankolije, koja ga tjera da čezne za samotnim životom u sjenovitom, mirnom, pitomom ambijentu.

### Teme
- Negdašnji Torino

Među glavnim temama Gozzanovog pjesništva slika je rodnog mu grada, voljenog Torina. U Torinu su sabrane sve njegove sjetne, intimne, ali i ironične uspomene. Draži mu je još bio Torino iz drevnih vremena, koji ga je nadahnjivao na stvaranje lirike prožete melankolijom i nostalgijom. Osim Torina, nezaobilazna je tema i ladanjski ambijent. 
- Bolest i smrt

Tema bolesti (napredovanje tuberkuloze Gozzana će odvesti u smrt) ostavlja puno traga u njegovim stihovima, kao u ciklusu Alle soglie.
- Daleke zemlje

Kada se Gozzano 1912. zaputio u Indiju, o svojemu je putovanju vodio dnevnik. Nastala su tako «Pisma iz Indije» ("Lettere dall'India"), napisana između 1912. i 1913., u dnevniku "La Stampa" objavljena 1914., da bi tri godine kasnije izašla kao knjiga. U tim slikama dalekih zemalja nastala je najbolja Gozzanova proza.
Gozzanu je bliska i tema druge vrsti putovanja, putovanja prema smrti.

## Izbor iz djela
- Poezija
  - La via del rifugio (1907)
  - I colloqui (1911)

- Proza
  - I tre talismani (1914)
  - La principessa si sposa (1918)
  - Verso la cuna del mondo (1917)
  - L'altare del passato (1917)
  - L'ultima traccia (1919)

- Pisma
  - Lettere d'amore di Guido Gozzano e Amalia Guglielminetti (1951)
  - Lettere a Carlo Vallini con altri inediti (1971)

## Vanjske poveznice
(tal.) Neka Gozzanova djela u elektroničkom obliku (digitalna knjižnica Liber liber)  Arhivirana inačica izvorne stranice od 12. travnja 2007. (Wayback Machine)